# Dahra
Dahra är en stad och kommun i nordvästra Senegal. Den ligger i regionen Louga och har cirka 40 000 invånare.